# Evansia
Evansia O. P.-Cambridge, 1900 è un genere di ragni appartenente alla famiglia Linyphiidae.

## Distribuzione
L'unica specie oggi attribuita a questo genere è stata reperita nella Regione paleartica.
In Italia sono stati reperiti esemplari di E. merens in varie località della penisola.

## Tassonomia
A dicembre 2011, si compone di una specie:
- Evansia merens O. P.-Cambridge, 1900[4] — Regione paleartica

### Specie trasferite
- Evansia cirtensis (Simon, 1884); esemplari che hanno mostrato peculiarità tali da costituire un nuovo genere: Didectoprocnemis Denis, 1949, che al 2012 conta una sola specie, Didectoprocnemis cirtensis (Simon, 1884)[1].
- Evansia subrostrata (O. P.-Cambridge, 1873); trasferita al genere Diplocephalus Bertkau, 1883, con la denominazione Diplocephalus subrostratus (O. P.-Cambridge, 1873), a seguito di un lavoro di Eskov del 1988[1].